# Костарево (Башкортостан)
Костарево (баш. Костарев) — село в Бирском районе Республики Башкортостан Российской Федерации. Входит в состав Силантьевского сельсовета.

## География

### Географическое положение
Расстояние до:
- районного центра (Бирск): 16 км,
- центра сельсовета (Силантьево): 7 км,
- ближайшей ж/д станции (Уфа): 103 км.

## Население
| 2002 | 2009 | 2010 |
| ---- | ---- | ---- |
| 194  | ↗227 | ↘210 |

### Национальный состав
Согласно переписи 2002 года, преобладающая национальность — русские (64 %).

## Достопримечательности
Возле села находятся Бирские минеральные источники.